# 鍋越峠

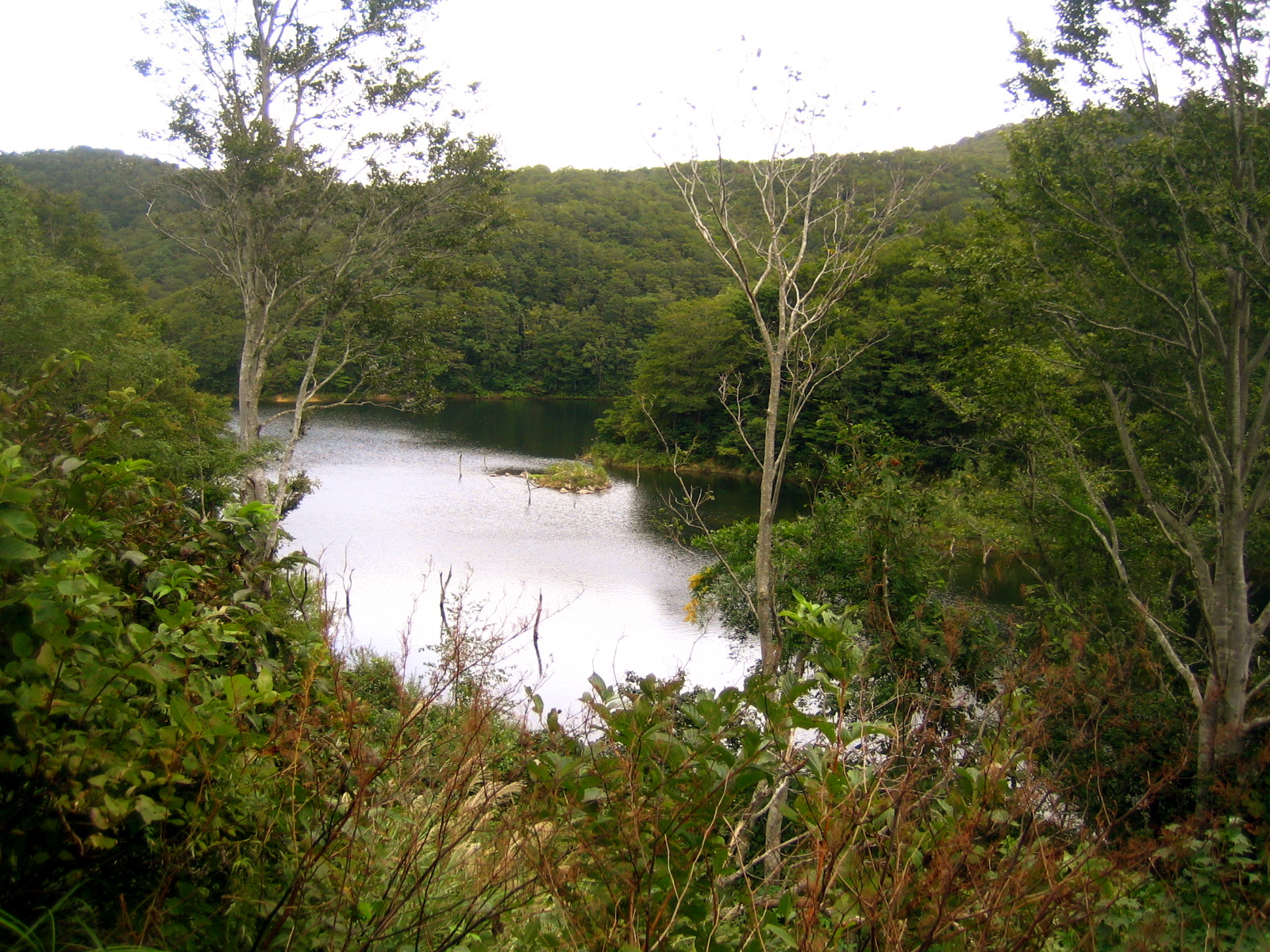
鍋越沼

鍋越峠（なべこしとうげ）は、山形県尾花沢市と宮城県加美郡加美町を結ぶ中羽前街道（母袋街道）の峠である。標高514 m（メートル）。

## 概要
国道347号が通っている。県境に鍋越トンネルがあるが、トンネルを避ける形で旧道も残されており、こちらも車の通り抜けが可能となっている。

## 歴史
後に中羽前街道とよばれる玉野新道は古く737年（天平9年）に大野東人により開鑿されたことが続日本紀などに記載があるが、当時は南北に急峻な斜面が迫り鳴瀬川の支流が深い谷をなす鍋越峠を避け尾根伝いに進む軽井沢峠に近い経路をとっていたとされる。鍋越峠は車道としての整備が1889年（明治22年）に着工、1893年（明治26年）に開通すると軽井沢峠は廃道となった。
峠の前後では山形県側が1967年（昭和42年）に道路改良に着手し、1988年（昭和63年）7月に改良が完了した。また、宮城県側では2003年度（平成15年度）に道路改良に着手していた。鍋越峠は豪雪地帯にあり、宮城県側に隘路が存在することから峠を挟む延長17.7 キロメートルの区間12月から4月下旬まで冬期間通行止めであったが、このため2011年（平成23年）3月に発生した東日本大震災では緊急物資輸送に活用できなかったことから、本路線の重要性が再認識されて道路改良・通年通行を求める声が高まり、2012年（平成24年）5月に山形・宮城両県が2016年度（平成28年度）までの通年通行可について合意し、同年度から改良工事に着手した。
通年通行化に向けて、ハード面の整備としては宮城県側の狭隘区間の拡幅には、現道交通を阻害せず短期間での施工が可能なメタルロード工法による桟道工が採用された。また、落石対策として落石防護柵設置や雪崩対策として吊柵式雪崩予防柵の設置を、トンネルやシェッドからの落雪防止対策として雪庇防止板の設置を行った。加えて両県側に除雪拠点の整備が進めた。ソフト面では2016年（平成28年）9月8日の第4回一般国道347号鍋越峠道路管理検討会議で決定された方針をもとに、1キロメートルごとの非常電話の設置と気象観測装置5基の設置、電力柱への距離表示が行われた。
2016年（平成28年）11月19日に通年通行記念式典が開催され、同年12月1日から通年通行がなされた。ただし山岳気象であることから当面の間、12月1日から翌年3月31日までは7時 - 19時までの通行となる。
また、宮城県側で鳴瀬川ダムが事業中であり、この際に国道347号を新道路に付替えることになっている。